# 334
334 (CCCXXXIV na numeração romana) foi um ano comum do século IV do Calendário Juliano, da Era de Cristo, teve início a uma terça-feira  e terminou também a uma terça-feira e a sua letra dominical foi F (52 semanas)
| Ano completo                       |
| ---------------------------------- |
| Ano comum com início à terça-feira |